# Transports en Alsace
Pour les articles homonymes, voir Alsace (homonymie).
Les transports en Alsace sont bien développés. Eu égard toutefois à la densité de la population, plusieurs projets d'aménagements concernent les voies rapides (rocades, contournements, autoroutes), tout comme les lignes de chemin de fer.

## Géographie
Au cœur de l'Europe, l'Alsace s'étend sur environ 190 km de long et sur 50 km de large. Flanquée des Vosges à l'ouest, elle est bordée par le Rhin à l'est. Elle est limitée au nord par la Lauter et au sud par la Suisse.
La traversée des Vosges s'effectue par la trouée de Belfort au sud et le col de Saverne au nord. Plusieurs routes secondaires empruntent également les cols vosgiens. Le tunnel routier Maurice-Lemaire, ancien tunnel ferroviaire, relie Sainte-Marie-aux-Mines à Lusse en Lorraine.
L'autoroute A35 française et l'autoroute A5 allemande sont parallèles, et ne se rejoignent qu'à Bâle. Une liaison autoroutière entre elles existe au droit de Mulhouse ; à Strasbourg, la traversée de la ville est nécessaire pour accéder au pont de l'Europe. Le pont Pierre-Pflimlin au sud de l’agglomération permet également de rejoindre l’Allemagne. Les autres liaisons routières entre l'Alsace et le Bade-Wurtemberg empruntent des axes secondaires.
De façon similaire, les lignes ferroviaires Strasbourg-Bâle et Mannheim-Bâle sont parallèles. La reconstruction du pont ferroviaire de Kehl permet le passage des TGV à vitesse rapide entre les deux lignes. En 2006, la ligne de Mulhouse-Ville à Chalampé permettant de relier le Bade-Wurtemberg est rouverte au trafic voyageurs.
Au nord de Strasbourg, les transports en commun transfrontaliers sont quasi inexistants. La ligne ferroviaire Strasbourg-Lauterbourg ne bénéficie pas d'une desserte régulière, en dépit de son potentiel.
L'Alsace est située entre l'autoroute ferroviaire Luxembourg - Perpignan, et l'axe Francfort-sur-le-Main - Bâle - Italie. La Suisse pourrait cofinancer la mise au standard européen de la ligne Strasbourg-Lauterbourg-Wörth, pour mieux l'intégrer au grand itinéraire de fret Rhin-Alpes (Rotterdam-Gênes),.

## Situation administrative
L'ensemble du territoire est couvert par des autorités organisatrices de la mobilité (AOM), liberté étant laissée aux communautés de communes de s'emparer de cette compétence, ou non. Dans ce dernier cas, conformément à la loi d'orientation des mobilités, la région Grand Est, « cheffe de file » de la mobilité, assume la compétence sur le territoire concerné.
Le 1er janvier 2021, la collectivité européenne d'Alsace reprend la gestion des routes départementales du Bas-Rhin et du Haut-Rhin, mais aussi les routes nationales et autoroutes non concédées sur son territoire comme l’A35 et l’A36 (ce qui exclut les autoroutes payantes A4 et A355).
L’Eurométropole de Strasbourg assume la responsabilité de son réseau routier, y compris l'autoroute A35 dans sa traversée de l’agglomération (qui prend le nom de M35). La métropole de Strasbourg et la communauté d'agglomération de Mulhouse bénéficient du label Service express régional métropolitain (SERM). À Strasbourg, il s'agit du Réseau express métropolitain européen (REME).

## Panorama

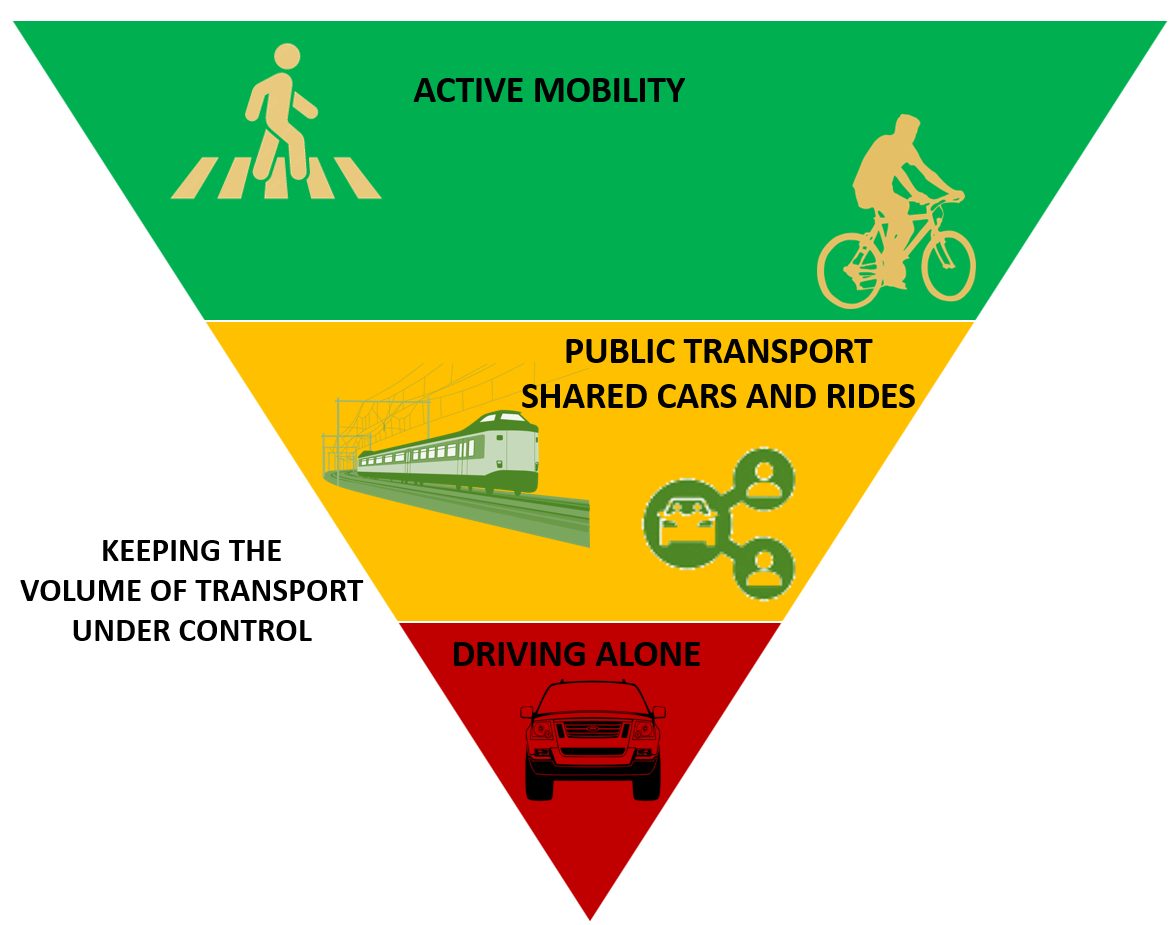
Pyramide de la mobilité, proposée par le projet européen Share North.

Le plan climat-air-énergie territorial élaboré par l'ancienne région d'Alsace prévoyait déjà la diminution des distances parcourues et le recours accru à l'intermodalité, autant d'éléments qui participent du transport durable. Le SRADDET du Grand Est reprend cet objectif de développement de l'intermodalité, en « [favorisant] le rabattement vers les transports en commun [...], ainsi [qu'en permettant] l’accès rapide aux centres-villes pour les transports interurbains [...] ». L'urbanisme, en préservant la vitalité commerciale des centres-villes, et en limitant la concurrence des zones commerciales périphérique, a un rôle important à jouer.
Le site internet Fluo Grand Est encourage l'utilisation des transports collectifs dans toute l'Alsace, aidé en cela par le maillage fin du réseau ferroviaire et d'autocars, ainsi que les réseaux de tramway de Strasbourg et de Mulhouse. L'autopartage se développe dans les grandes villes, grâce à la bonne implantation de Citiz. Cet opérateur entend développer l'intermodalité dans les gares,.
Dans la plaine d'Alsace, on distingue nettement un système en « sillon ». Par ailleurs, on mesure entre deux et quatre personnes entrant à Strasbourg par place TER disponible,.
Dans le but d'économiser les ressources, les infrastructures routières ont de plus en plus souvent recours aux mâchefers issus des usines d'incinération. C'est ainsi que le contournement ouest et nord de Haguenau, ainsi que ses aménagements, ont utilisé des mâchefers à hauteur de 67 000 tonnes, en provenance de Colmar. Les eaux qui percolent à travers le mâchefer, appelées lixiviat, font l'objet d'une surveillance particulière.

### Volume de transport
Dans le Bas-Rhin, l'Agence de développement et d'urbanisme de l'agglomération strasbourgeoise (ADEUS) recense un volume de transport interne au département d'environ 18 millions de voyageurs-kilomètres quotidiens tant en 2009 qu'en 2019. Entre 2009 et 2019, la part modale de la voiture y diminue, aussi bien en matière de déplacements que de voyageurs-kilomètres. Les trajets en voitures supérieurs à 4 km ne sont certes pas majoritaires, mais il génèrent plus du quart des voyageurs-kilomètres.

### Fragmentation
En sus d'un taux d'artificialisation élevé, proche de 10 %, l'Alsace est également un territoire qui se caractérise par l'une des plus rapides diminutions de ses terres agricoles. Les transports entraînent une fragmentation écopaysagère.

### Impact énergétique et climatique
Énergie et effet de serre étant intimement liés, ATMO Grand Est tient à jour les statistiques énergétiques et climatiques de la Collectivité européenne d'Alsace pour l'année 2021. Ces statistiques sont également disponibles à l'échelle de tous les établissements publics de coopération intercommunale, qu'il s'agisse de ceux du Bas-Rhin ou du Haut-Rhin.
| -                              | Transports routiers | Autres transports |
| ------------------------------ | ------------------- | ----------------- |
| Carburant (TWh)                | 13,18               | 0,38              |
| Électricité (TWh)              | 0,02                | 0,16              |
| Gaz à effet de serre (ktéqCO2) | 3 301               | 64                |

À l'échelle infra-régionale alsacienne, 40 % du réseau ferroviaire, représentant 313 kilomètres, est électrifié. Il s'agit des lignes Strasbourg - Mommenheim -Saverne - Metz/Nancy, Strasbourg - Mulhouse - Bâle, Strasbourg - Offenbourg (D), Mulhouse - Müllheim et Mulhouse - Thann. Les trains sont mus par une électricité à faible empreinte en carbone. La part de l'électricité dans les transports routiers, qui est actuellement quasi inexistante, est appelée à croître en raison du développement des voitures électriques.

## Transport routier

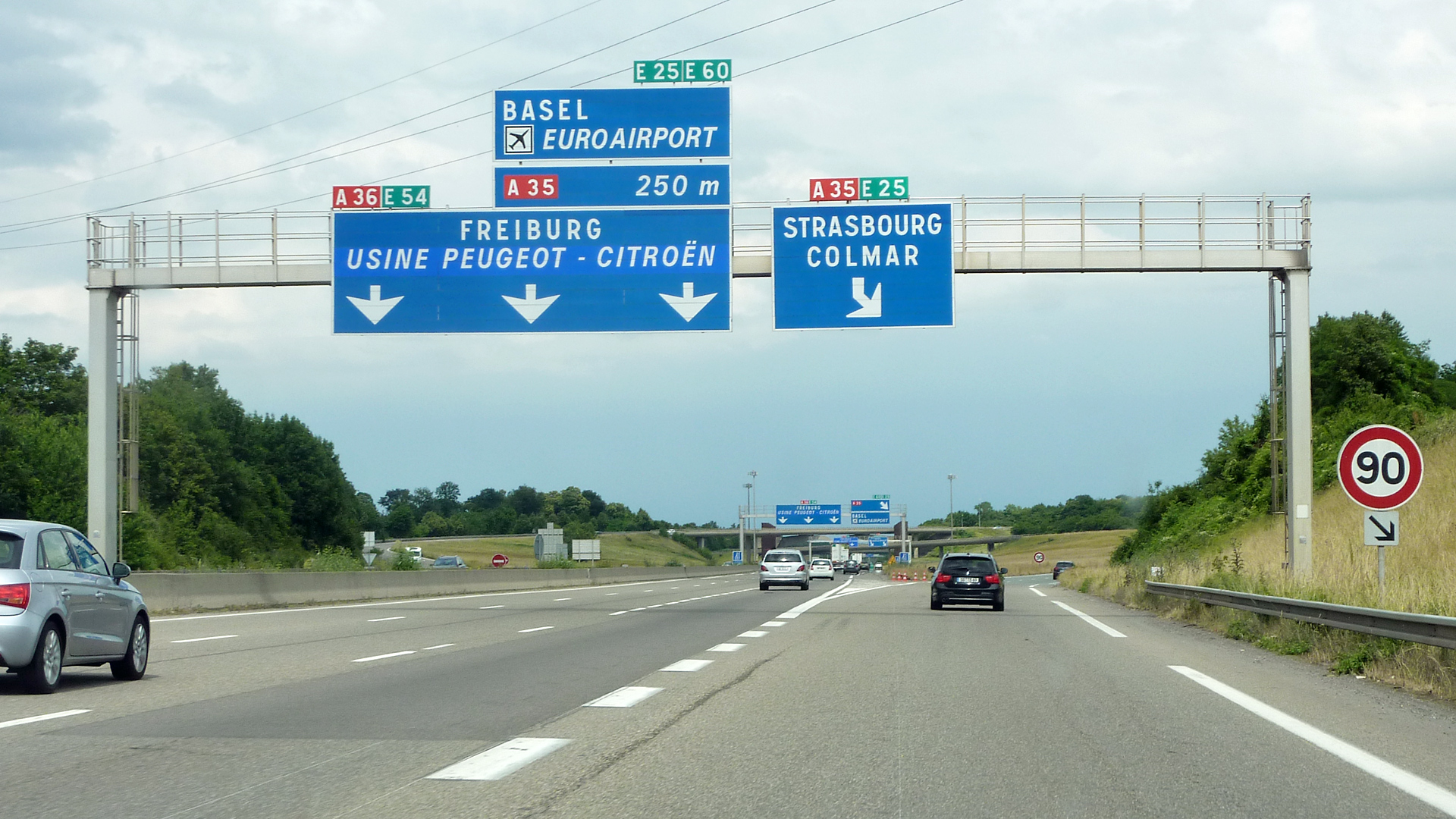
Autoroute A36 à Sausheim.

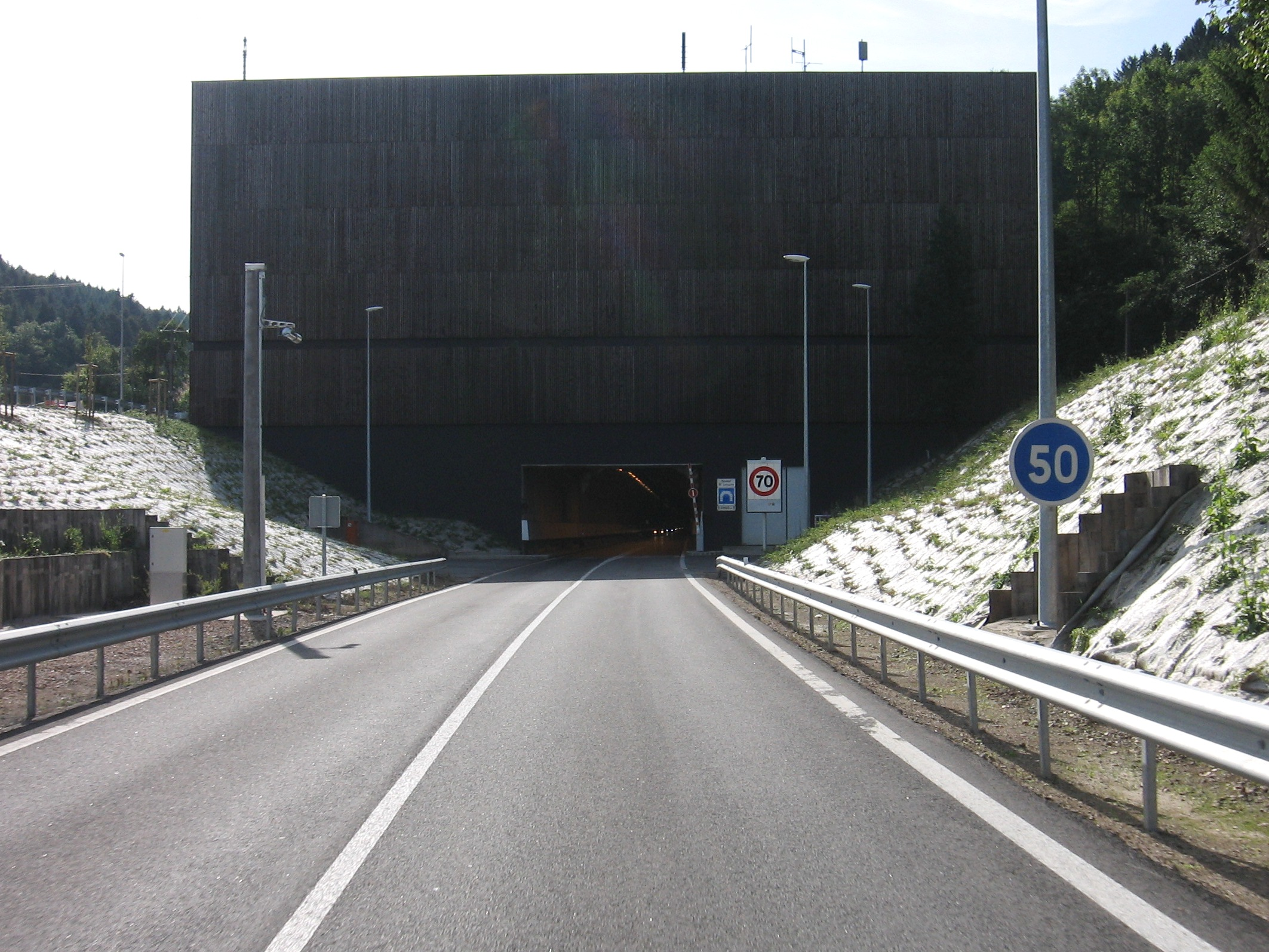
Tunnel routier Maurice Lemaire.

Le transport, qu'il s'agisse de celui des personnes ou des marchandises, s'effectue principalement sur l'autoroute gratuite A35 assurant la liaison nord-sud, de Lauterbourg à Saint-Louis/Bâle (Suisse) en passant par Strasbourg, Colmar et Mulhouse avec une courte portion en nationale (N83) 2 × 2 voies, dont la prolongation autoroutière est à l'étude.
L'axe A4 (en direction de Paris), dense, (à péage à 20 km au nord-ouest de Strasbourg), commence à atteindre un point de saturation de même que l'axe A36 en direction de Paris-Lyon, à péage dès Burnhaupt-le-Bas (10 km à l'ouest de Mulhouse), gratuit jusqu'en Allemagne.
L'identifiant territorial de la Collectivité européenne d'Alsace est officiellement autorisé sur les plaques d'immatriculation.
Du fait de la conception des autoroutes - comme étant à la fois des voies de transit et des voies de desserte des grandes agglomérations - qui prévalait dans les années 1970 et 1980, les villes de Strasbourg et de Mulhouse voient leurs agglomérations traversées par des voies autoroutières portées aujourd'hui à 2 fois 3 voies, et ce, à moins d'un kilomètre du centre-ville pour Strasbourg et d'1,5 km pour Mulhouse. Il en résulte de fortes nuisances : principale source de pollution et saturation du trafic, notamment à Strasbourg où le trafic de l'autoroute A35 (170 000 véhicules par jour en 2002) est l'un des plus importants de France. La traversée urbaine de l'A36 à Mulhouse provoque également des perturbations régulières de trafic, temporairement apaisées par sa transformation en 2 fois trois voies.
La création de plates-formes logistiques de commerce en ligne est évoquée à Dambach-la-Ville, pour être finalement abandonnée. En revanche, la construction d'un entrepôt géant à Ensisheim est validée le 3 décembre 2020.

### Taxe poids-lourds
L'Allemagne voisine décide d'imposer une taxe sur les poids-lourds empruntant son réseau autoroutier, la LKW-Maut. Ainsi, une partie du trafic de transit de l'autoroute A5 allemande se reporte sur le réseau alsacien, parallèle et gratuit, ce qui aggrave aujourd'hui sa saturation. L'Assemblée nationale vote en décembre 2005 un amendement instituant également une taxe sur les poids lourds en Alsace, à l'initiative du député Yves Bur. Finalement, la taxe alsacienne sur les poids-lourds ne sera jamais appliquée, mais une taxe nationale est décidée, et votée. La contestation née en Bretagne, sous la forme du mouvement des Bonnets rouges, a finalement raison de la taxe nationale, qui n'est pas non plus appliquée. Principalement pour des raisons de qualité de l'air, Alsace Nature dépose un recours auprès du Conseil d’État. Le rapporteur public donne raison à Alsace Nature, aussi le parlement avalise-t-il l'abandon définitif de la taxe poids lourds. Alsace Nature lance une pétition en faveur de la taxe sur les poids-lourds, et partant, de l'amélioration de la qualité de l'air, pétition qui n'aboutit pas.

### Grand Contournement Ouest de Strasbourg
Par décret, le gouvernement donne suite au projet autoroutier A355 (aussi appelé  grand contournement ouest de Strasbourg) à deux fois deux voies, dont le but est de capter le trafic de transit nord-sud et de délester Strasbourg. Le tracé relie l'échangeur de Vendenheim au nord, à Innenheim au sud. Le trafic envisagé est de 41 000 véhicules par jour. Une étude du bureau d'études allemand  TTK conclut à la faible diminution du trafic sur l'A35 à la hauteur de Strasbourg. Les services de l’État aboutissent à la conclusion que l'A355 conduirait à un surcroît de trafic à la hauteur de l'autoroute A351, ce qui aurait un impact négatif sur le projet de transport en commun Transport en Site Propre de l'Ouest strasbourgeois.
C'est à la métropole de Strasbourg qu'incombe la charge de s'assurer de ce que les poids-lourds en transit empruntent bien le GCO.
L’A355 est mise en service le 17 décembre 2021.

### Transports en commun routiers interurbains
Le réseau Fluo Grand Est dessert les départements du Bas-Rhin et du Haut-Rhin. Il a succédé au réseau 67 et aux lignes de Haute-Alsace.

### Covoiturage et autopartage
Tout au sud, le Sundgau et la vallée de Kaysersberg inaugurent des lignes de covoiturage,.

## Transport ferroviaire

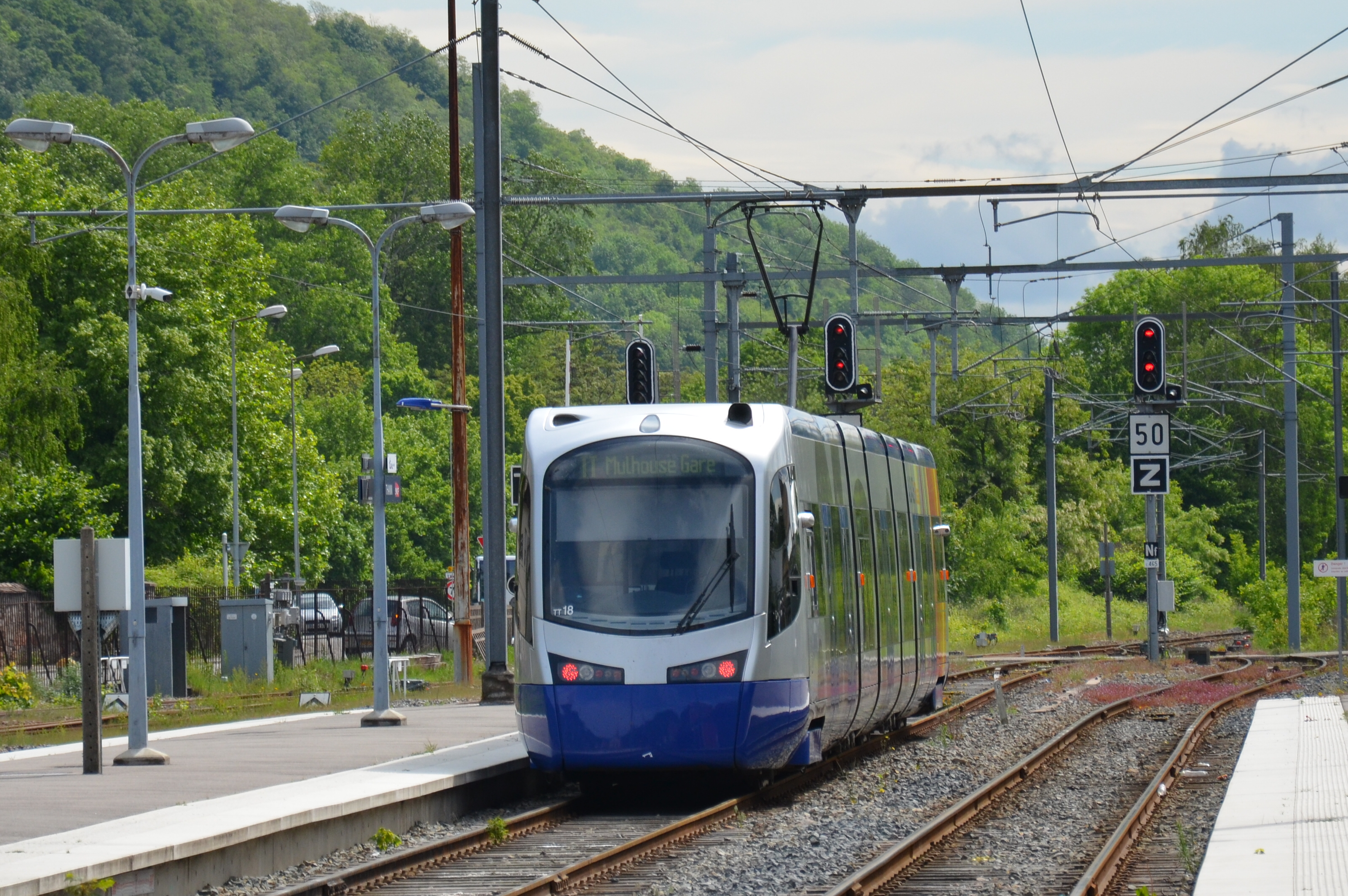
Rame de tram-train de Mulhouse.

L'Alsace est principalement parcourue par des trains TER Grand Est (ou TER Fluo), des TGV inOui et des Ouigo. En raison de sa situation géographique, elle accueille également des trains régionaux et grandes lignes des pays limitrophes.
Les trains roulent du côté droit sur les lignes à double voie en Alsace et en Moselle alors qu'ailleurs en France, ils roulent du côté gauche, comme en Angleterre. Cela nécessite la présence de sauts-de-mouton entre l'Alsace (et la Moselle) et le reste de la France. En revanche, les lignes construites récemment ont adopté la norme française, à l'instar de la LGV Est européenne, où les trains roulent à gauche sur la totalité du trajet.
La ligne Strasbourg-Bâle fait partie des 27 % du réseau ferré national sur lesquels se concentre 80 % du trafic voyageurs en France métropolitaine. Avec la LGV Est européenne et l'extrémité est de la ligne de Paris-Est à Mulhouse-Ville (qui prolonge la LGV Rhin-Rhône jusqu'à Mulhouse), elle forme l'armature du réseau ferroviaire alsacien.
La gare de Strasbourg-Ville est une des plus importantes gares de voyageurs hors Île-de-France, avec plus de 21 millions de voyageurs en 2019 ; les gares de Mulhouse-Ville, Colmar, Sélestat, Haguenau, Molsheim, Saint-Louis et Saverne connaissent, quant à elles, une fréquentation annuelle entre 1 et 5,3 millions de voyageurs.
Le 11 décembre 2022, Strasbourg devient la première métropole française hors Paris dotée d'un RER métropolitain, le REME.
L'agglomération de Guebwiller, avec ses 30 000 habitants, est l'agglomération la plus peuplée du Grand Est qui ne dispose pas d'une desserte ferroviaire.
En matière de fret ferroviaire, l’Alsace compte deux gares de triage : Hausbergen au nord de Strasbourg et Mulhouse-Nord. La gare de Strasbourg-Port-du-Rhin est l’une des plus importantes gares de fret du Grand Est.

### Historique
L'Alsace a été l'une des premières régions françaises à voir apparaître le chemin de fer. En effet, la ligne de Mulhouse à Thann est ouverte dès 1839, et la grande ligne de Strasbourg-Ville à Saint-Louis est mise en service en 1841.
En 1870, le chemin de fer dessert déjà une grande partie des villes alsaciennes, dont Altkirch, Barr, Cernay, Colmar, Dannemarie, Guebwiller, Haguenau, Molsheim, Mulhouse, Obernai, Reichshoffen, Sainte-Marie-aux-Mines, Saverne, Sélestat, Strasbourg, Wasselonne et Wissembourg. Après l'annexion allemande de 1871, la Direction générale impériale des chemins de fer d'Alsace-Lorraine poursuit l'extension du réseau, en particulier dans le nord de l'Alsace, et établit plusieurs franchissements du Rhin. L'ensemble du nœud ferroviaire de Strasbourg est redessiné quand la gare primitive de Strasbourg, en impasse et trop petite, est remplacée en 1883 par une monumentale gare de passage.
De nombreuses lignes à écartement métrique, assimilables aux chemins de fer d’intérêt local français, sont également créées pendant la période allemande : outre le vaste réseau suburbain constitué autour de Strasbourg par la Compagnie des tramways strasbourgeois (qui s'étendait à plus de 50 km de la cathédrale Notre-Dame), les principales sont la ligne de Colmar-Sud à Bollwiller et le chemin de fer de la vallée de Kaysersberg.
Après le retour de l'Alsace-Moselle à la France, l'une des priorités est de connecter le réseau alsacien au reste du réseau français : en 1919, aucune voie ferrée ne franchit l'ancienne frontière entre Nouvel-Avricourt (sur la ligne de Paris-Est à Strasbourg-Ville) et Montreux-Vieux (sur la ligne de Paris-Est à Mulhouse-Ville). Si la circulation à droite est conservée en raison des coûts qui auraient été nécessaires à l'adaptation de l'infrastructure, plusieurs nouvelles lignes sont construites. Le massif des Vosges constituant un obstacle naturel, plusieurs tunnels ont dû être creusés :
- le tunnel de Lubine, ouvert en 1928, sur la ligne de Strasbourg-Ville à Saint-Dié ;
- le tunnel de Sainte-Marie-aux-Mines, plus long tunnel ferroviaire entièrement situé sur le territoire français, inauguré en 1937 sur la ligne de Sélestat à Saint-Dié. Il fut abandonné par le chemin de fer en 1973 et transformé en tunnel routier ;
- le tunnel d'Urbès permettant de relier Mulhouse à Épinal, dont les travaux commencèrent en 1932, ne verra jamais le jour bien que 1 600 des 8 200 mètres soient terminés. Ce tunnel partiel sera utilisé pendant la Seconde Guerre mondiale comme usine dépendant du camp de concentration de Natzweiler-Struthof. Après la guerre, il fut converti en réservoir d'eau potable.

Après la levée du veto des autorités militaires, l'électrification du réseau alsacien en courant alternatif 25 kV 50 Hz débute à la fin des années 1950. La deuxième moitié du XXe siècle voit comme ailleurs la fermeture de nombreuses lignes secondaires, mais aussi l'amélioration des performances des infrastructures et la création de services innovants, comme le TER 200, premier train régional circulant à 200 km/h dès 1991 entre Strasbourg et Mulhouse.
Adrien Zeller, à la tête de l'ancienne région d'Alsace, et Hubert Haenel ont contribué à développer le train.
Le début du XXIe siècle voit l'apparition de la grande vitesse ferroviaire en Alsace :
- la LGV Est européenne (Paris - Strasbourg) est mise en service entre Vaires-sur-Marne et Baudrecourt le 10 juin 2007 et entre Baudrecourt et Vendenheim le 3 juillet 2016 ;  un nouveau tunnel a été creusé sous les Vosges à proximité de Saverne. Cette ligne permet d'assurer des liaisons Paris - Strasbourg en 1 h 49. Elle fait partie de la magistrale européenne reliant Paris à Bratislava et a permis l'amélioration de la desserte entre la France et l'Allemagne grâce à la rénovation du pont ferroviaire de Kehl qui enjambe le Rhin à Strasbourg ;
- la LGV Rhin-Rhône est inaugurée en décembre 2011. Elle permet les liaisons nord-sud Marseille - Lyon - Mulhouse - Strasbourg - Francfort-sur-le-Main et ouest-est Paris - Dijon - Besançon - Mulhouse - Bâle - Zurich. Toutefois, cette ligne à grande vitesse n'atteint pas encore l'Alsace, la réalisation du tronçon entre Petit-Croix (Territoire de Belfort) et Lutterbach (près de Mulhouse) ayant été reportée.

| |
| Le réseau ferroviaire du Bas-Rhin (alors allemand) à la veille de la Première Guerre mondiale en 1913. |

|                                                         |
| Le réseau ferroviaire du Bas-Rhin à son apogée en 1939. |

|                                                 |
| Le réseau ferroviaire du Bas-Rhin de nos jours. |

|                                                                |
| Carte animée de l’évolution du réseau ferroviaire du Bas-Rhin. |

| |
| Le réseau ferroviaire du Haut-Rhin (alors allemand) à la veille de la Première Guerre mondiale en 1913. |

|                                                          |
| Le réseau ferroviaire du Haut-Rhin à son apogée en 1930. |

|                                                  |
| Le réseau ferroviaire du Haut-Rhin de nos jours. |

|                                                                 |
| Carte animée de l’évolution du réseau ferroviaire du Haut-Rhin. |

### Projets

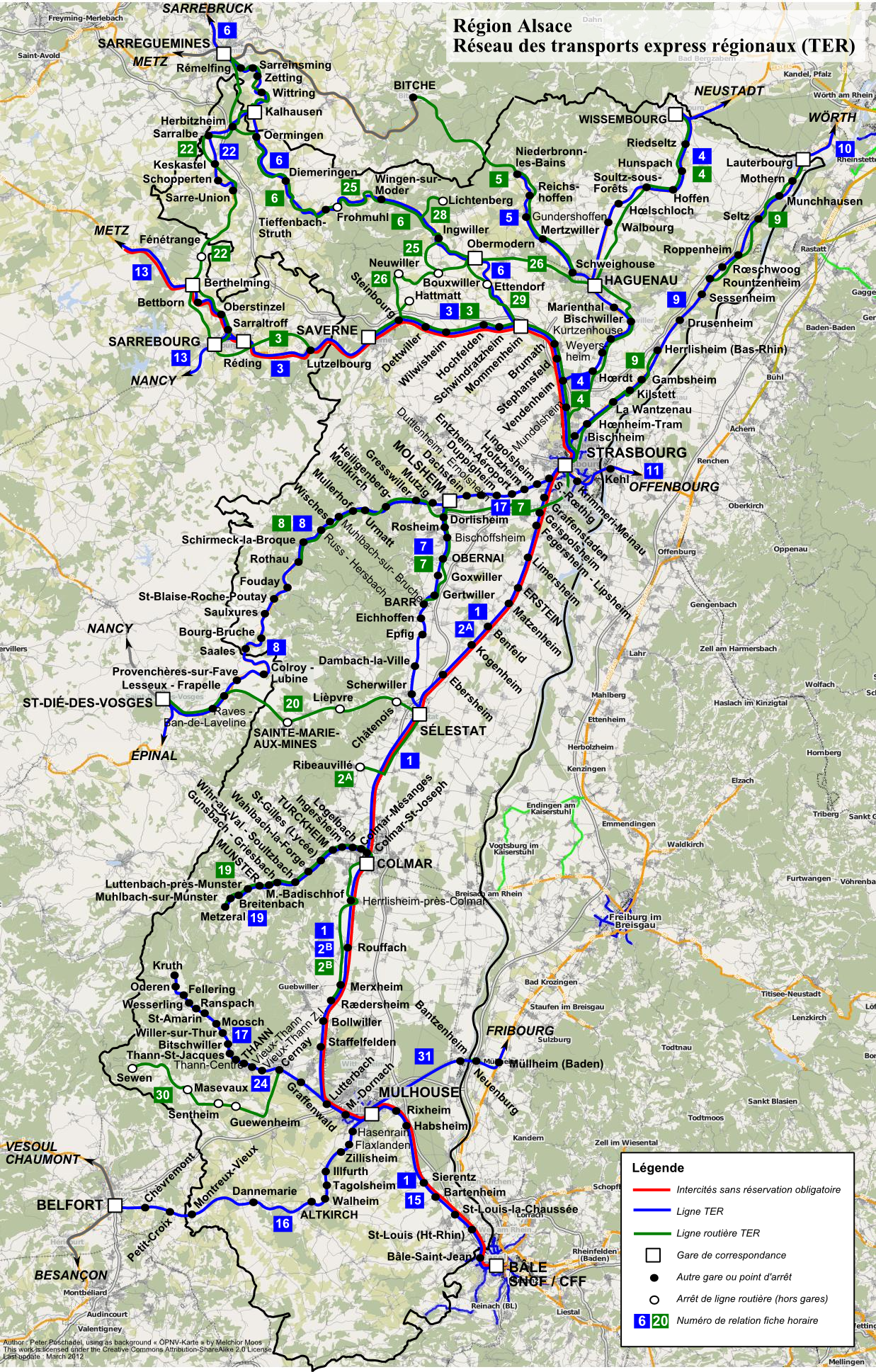
Carte ferroviaire du réseau TER Alsace (avant son intégration dans le réseau TER Grand Est)

Dans le cadre de la fermeture de la centrale nucléaire de Fessenheim, le gouvernement cherche à attirer les entreprises allemandes. Et dans ce cadre, un projet de transport en commun entre Colmar et Fribourg sera étudié. Le président de l'association TransRhinRail a profité de la venue en Alsace du secrétaire d'État Sébastien Lecornu pour plaider en faveur de l'ouverture de la ligne ferroviaire Colmar - Fribourg. Le ministre-président Winfried Kretschmann , en présence de Sébastien Lecornu, a annoncé le lancement d'une étude franco-allemande relative à la création de celle-ci. La collectivité européenne d'Alsace pourrait contribuer à la réouverture des lignes transfrontalières entre Haguenau et Rastatt et entre Colmar et Vieux-Brisach,. La réalisation d'un raccordement ferroviaire desservant l'Aéroport international de Bâle-Mulhouse-Fribourg et la réouverture de la ligne de Bollwiller à Guebwiller sont évoqués de longue date.
La région Grand Est ainsi que les autorités organisatrices des transports de Rhénanie-Palatinat, conjointement avec celles de Sarre et du Bade-Wurtemberg, lancent, fin 2020, un appel d’offres commun relatif à l’exploitation de relations transfrontalières, à savoir :
- Strasbourg – Haguenau – Wissembourg – Landau – Neustadt an der Weinstraße[56] ;
- Mulhouse – Müllheim ;
- Strasbourg – Offenbourg ;
- Strasbourg – Lauterbourg – Wörth – Karlsruhe Hbf[56] ;
- Strasbourg – Sarrebruck.

Dans le cadre de l'accord de Paris sur le climat, le train est appelé à jouer un plus grand rôle. C'est ainsi que le ministre allemand des transports, Andreas Scheuer, entend remettre sur pied de nouvelles liaisons Trans-Europ-Express, appelées « TEE 2.0 ». Le train de nuit Paris – Berlin passe par Strasbourg.

## Transport fluvial

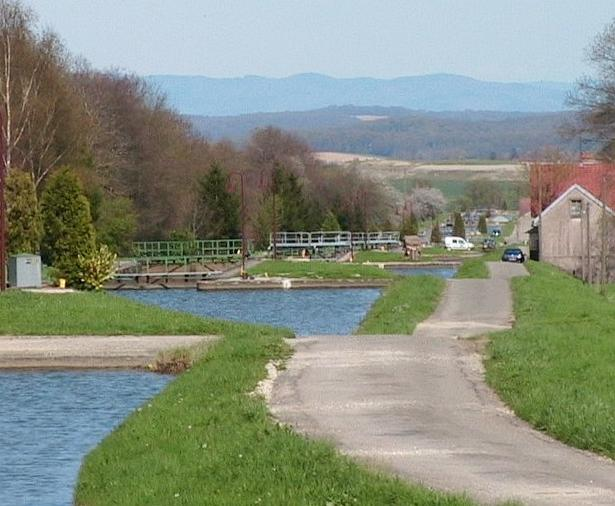
Échelle d'écluse au seuil de Valdieu-Lutran.

La Commission centrale pour la navigation du Rhin siège à Strasbourg.
Le trafic portuaire dépasse 15 millions de tonnes, dont près des trois quarts pour le port de Strasbourg, second port fluvial français. La plateforme de Lauterbourg, qui dépend du port de Strasbourg, est en cours d'extension. Un projet de navette fluviale entre Dettwiller et Strasbourg est à l'étude, sous l'égide du port autonome de Strasbourg,. Le transport de conteneurs sur un canal à petit gabarit, en l'occurrence le canal de la Marne au Rhin, constituerait une première en France.
Le projet d'élargissement du canal Rhin-Rhône, destiné à relier le Rhône (et la Méditerranée) au réseau d'Europe centrale (Rhin, Danube, mer du Nord et mer Baltique) a finalement été abandonné en 1998 pour des raisons de coût et de dégradation des paysages, notamment dans la vallée du Doubs.

## Transport aérien

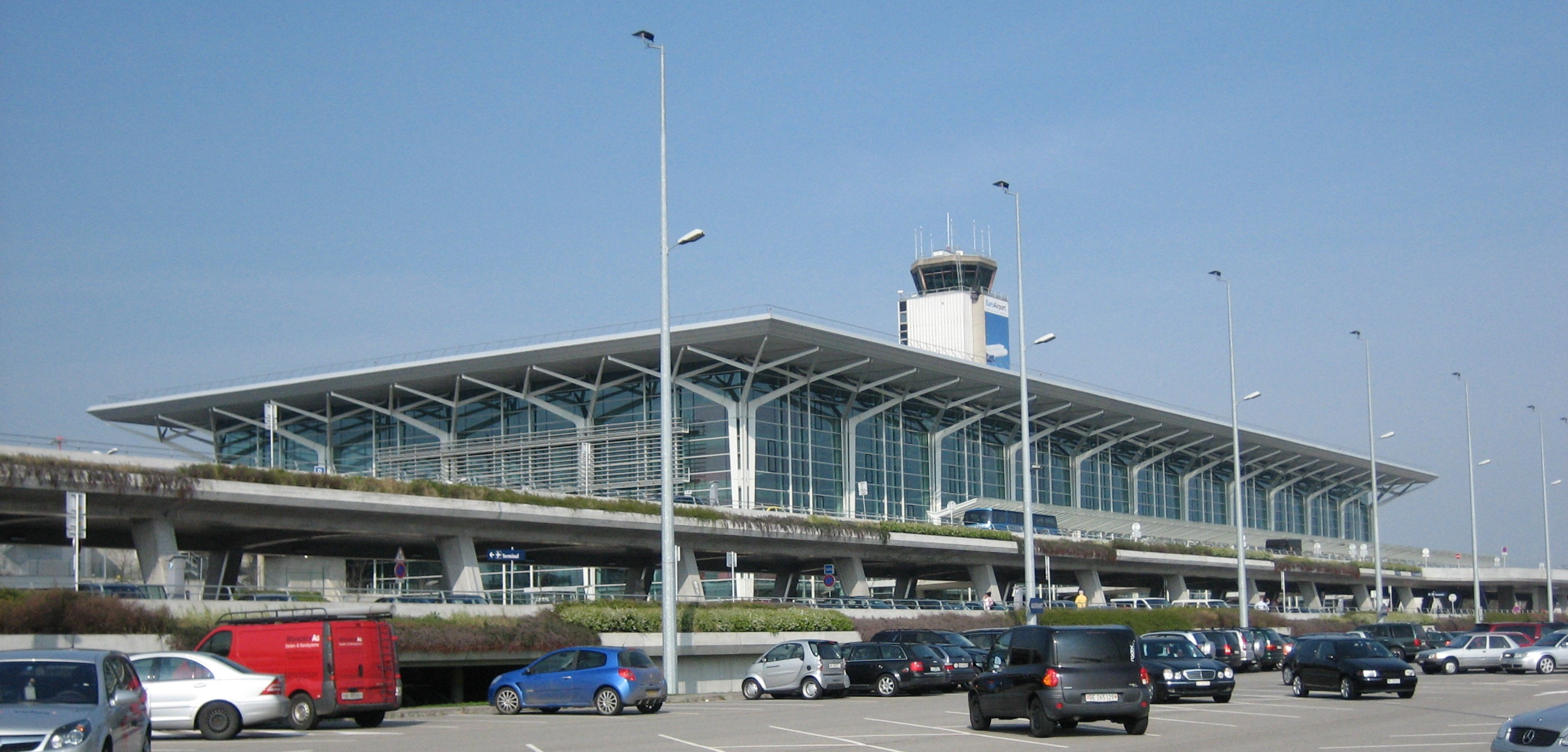
L'Euroairport de Bâle-Mulhouse.

L'Alsace compte deux aéroports internationaux :
- l'aéroport de Bâle-Mulhouse-Fribourg, aéroport binational ;
- l'aéroport de Strasbourg Entzheim.

Un raccordement ferroviaire est prévu pour relier l'aéroport de Bâle à la ligne Strasbourg - Bâle. La mise en service de cette nouvelle ligne d'environ six kilomètres est prévue à l'horizon 2028,. À la lumière de l'influence défavorable de la croissance du trafic aérien sur le climat, l'association de défense des riverains de l'Euroairport (ADRA) craint que ce raccordement ne soit un prétexte pour faire de Bâle un aéroport de délestage (en) de Zurich,.
En raison de la proximité des aéroports de Bâle-Mulhouse et de Karlsruhe-Baden-Baden, et de la bonne desserte de Strasbourg par les TGV, la question de l'utilité de l'aéroport de Strasbourg est posée,.
Tous les travaux d'agrandissement de l'aéroport de Bâle sont exclus du champ d'application du projet de loi sur le climat,.

## Transports en commun urbains et périurbains

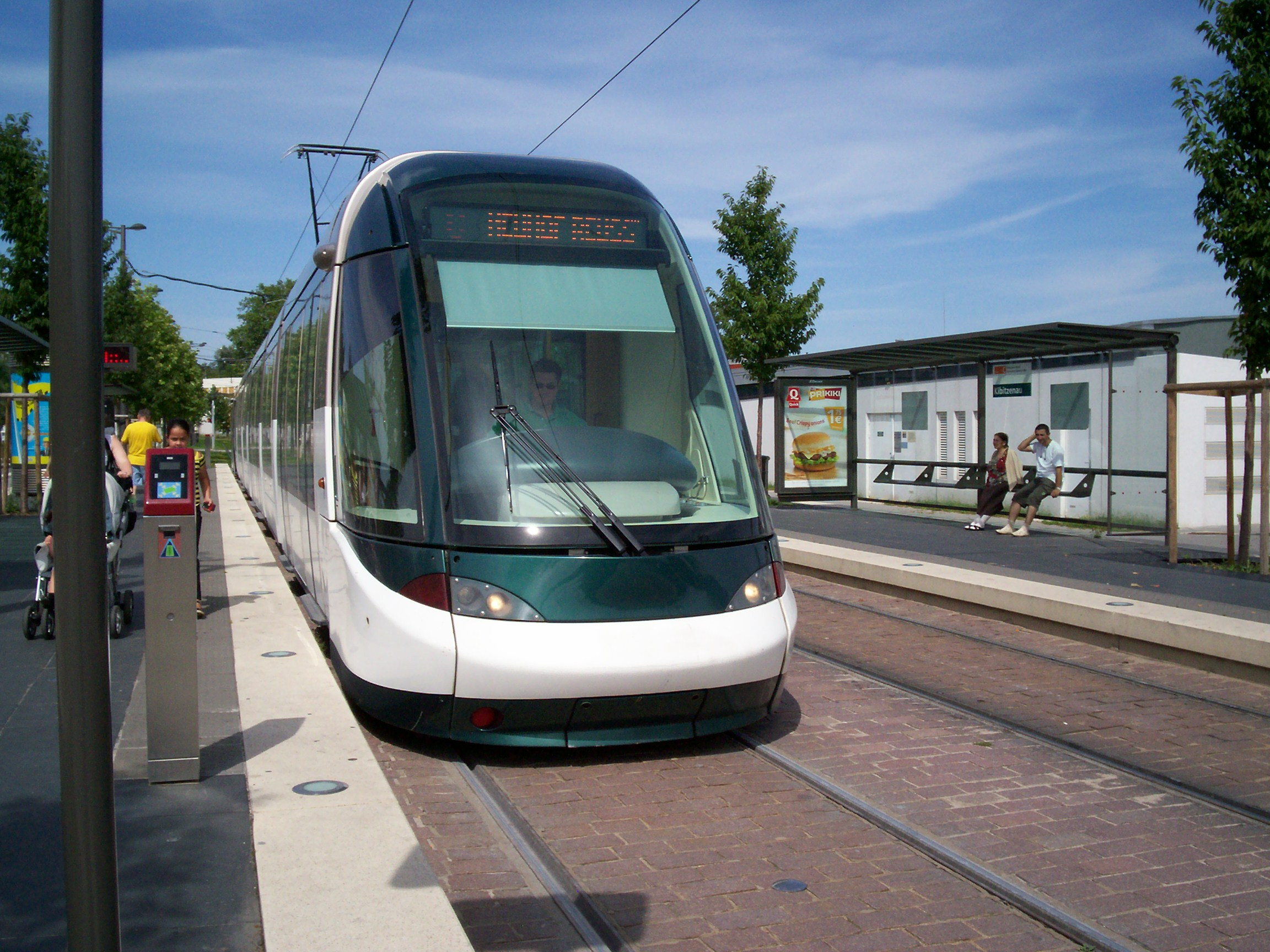
Le tramway de Strasbourg.

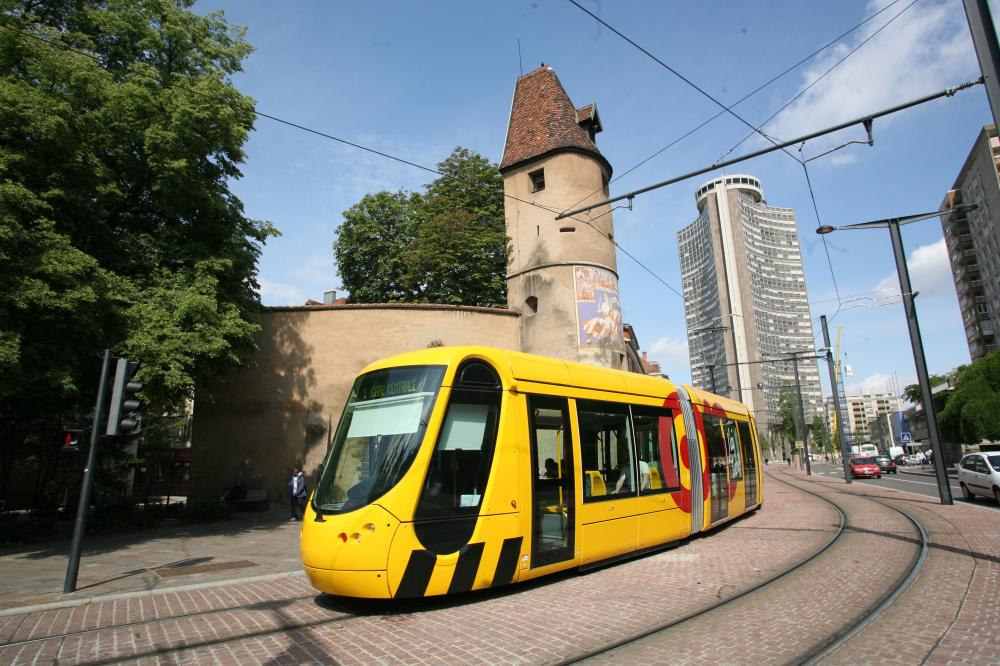
Le tramway de Mulhouse devant la tour du Bollwerk.

L'Eurométropole de Strasbourg, Mulhouse Alsace Agglomération, Saint-Louis Agglomération, la communauté d'agglomération de Colmar, la communauté d'agglomération de Haguenau, la communauté de communes de Sélestat, la commune d'Obernai et la commune de Sainte-Marie-aux-Mines sont autorités organisatrices de la mobilité sur leur territoire et organisent des services de transport dans leur ressort territorial.
Le tramway est apparu en Alsace à la fin du XIXe siècle, d'abord à Strasbourg et à Mulhouse puis à Colmar. En 1900, la commune de Saint-Louis est desservie par le tramway de Bâle. À son apogée, le réseau interurbain de Strasbourg comptait 194 km de lignes de part et d'autre du Rhin. Mais tous ces réseaux disparurent au profit de l'automobile. Les derniers tramways de Colmar et de Mulhouse circulèrent en 1956, et Strasbourg arrêta définitivement son exploitation en 1960. Seule la commune de Leymen dans le Haut-Rhin reste desservie par la ligne 10 du tramway de Bâle sans discontinuité depuis 1910.
À la fin des années 1980, Strasbourg veut relancer ses transports en commun urbains sur rail et choisit le tramway au détriment du VAL. Avec une accessibilité intégrale pour les personnes à mobilité réduite, le nouveau tramway de Strasbourg s'inscrit à son ouverture en 1994 dans la volonté de remettre ce moyen de transport en avant. Mulhouse se dotera de son nouveau tramway en 2006 avant de mettre en service, en décembre 2010, le premier tram-train français interconnecté. Le projet de tram-train de Strasbourg fut quant à lui abandonné en 2013 en raison de difficultés financières. Cependant, la ligne D du tramway de Strasbourg est prolongée jusqu'à la gare de Kehl en Allemagne en 2017. La même année, le tramway de Bâle effectue son retour à Saint-Louis grâce à une extension de la ligne 3.
D'importants réseaux d'autobus parcourent également les agglomérations de Strasbourg (CTS), Mulhouse (Soléa), Colmar (Trace), Saint-Louis (Distribus) et Haguenau (Ritmo). Les réseaux Elsa (Sélestat) et Pass'O (Obernai) ne comptent en revanche respectivement que cinq et deux lignes régulières.

## Modes actifs
Le département est traversé par plusieurs voies vertes, véloroutes et sentiers de grande randonnée.
L'Alsace est traversée par trois itinéraires EuroVelo, à savoir :
- l'EV5 (Via Francigena de Londres à Rome/Brindisi) ;
- l'EV6 (Véloroute des fleuves de Nantes à Budapest (H) ;
- l'EV15 (Véloroute Rhin de Andermatt (CH) à Rotterdam (NL).

Strasbourg fait partie des métropoles pionnières en matière de développement du vélo, en France. Son réseau express vélo Vélostras compte 12 lignes pour un objectif de 130 km d'« autoroutes à vélo ». Parmi les villes moyennes, Colmar sort du lot .
L'Alsace possède le premier réseau cyclable de France avec 2 000 kilomètres de bandes et pistes cyclables. Ce réseau se démarque par sa qualité, avec une signalétique forte, peu de pistes cyclables en bord de routes. Tous les chemins de halage des canaux d'Alsace (canal des houillères de la Sarre, canal de la Marne au Rhin, canal de la Bruche, canal du Rhône au Rhin) sont revêtus.[réf. souhaitée]
Il est à noter que le Bade-Wurtemberg voisin étend son réseau d'autoroutes cyclables.

### Cartes
1. ↑  (de) « Nachtzugkarte » [« Carte des trains de nuits »] [PDF], sur Verkehrsclub Deutschland (de).